# Just Keep Watching
«Just Keep Watching» (с англ. — «Тогда просто смотри») — песня канадской певицы Тейт Макрей. Она была выпущена 30 мая 2025 года лейблами RCA Records и Atlantic Records, а также Apple Video Programming в качестве четвёртого сингла из саундтрека к фильму «Формула-1». Она стала третьей песней Макрей, возглавившей чарт Hot Dance/Pop Songs.

## История
1 мая 2025 года было объявлено, что Макрей станет участником саундтрека к фильму «Формула-1». Ранее из него вышли синглы «Lose My Mind» (Don Toliver и Doja Cat, 30 апреля), «Messy» (Розэ, 8 мая), «Baja California» (Myke Towers, 23 мая). Через неделю был выпущен трек «Just Keep Watching» в исполнении Макрей.

## Композиция
Эта композиция стала результатом сотрудничества с продюсерами Тайлером Спраем и Райаном Теддером.
«Just Keep Watching» — это «динамичный клубный трек», созданный в соответствии с «высокой энергетикой» фильма, с «зажигательным ритмом» в припеве. В нём используется «быстрая перкуссия», идеально подходящая для фирменной «кинетической хореографии» Макрей.

## Музыкальное видео
Сопровождающий музыкальный клип, снятый режиссёром Бардией Зейнали, был впервые показан на YouTube-канале Макрей 30 мая 2025 года.
В качестве отсылки к фильму «Бриолин» 1978 года в клипе Макрей прохаживается по «развевающемуся на ветру подиуму» и позирует рядом со стопками шин, а также танцует в окружении зрителей, одетых в гоночную форму. В клипе использованы кадры из готовящегося к выходу фильма.

## Коммерческий успех
Песня стала третьим чарттоппером Макрей, возглавившим танцевальный чарт Hot Dance/Pop Songs, после «It’s OK I’m OK» (4 недели № 1; январь-февраль 2025) и «Revolving Door» (2 недели № 1; март 2025).

## Чарты

### Еженедельные чарты
| Чарт (2025)                         | Высшая позиция |
| ----------------------------------- | -------------- |
| Австралия (ARIA)                    | 5              |
| Австрия (Ö3 Austria Top 40)         | 13             |
| Канада (Billboard Canadian Hot 100) | 16             |
| Финляндия (Suomen virallinen lista) | 48             |
| Германия (GfK)                      | 27             |
| Мир (Billboard Global 200)          | 8              |
| Венгрия (Single Top 40)             | 20             |
| Ирландия (IRMA)                     | 2              |
| Нидерланды (Single Top 100)         | 29             |
| Новая Зеландия (Recorded Music NZ)  | 5              |
| Норвегия (IFPI Norge)               | 10             |
| Швеция (Sverigetopplistan)          | 28             |
| Швейцария (Schweizer Hitparade)     | 13             |
| Великобритания (OCC UK Singles)     | 6              |
| США (Billboard Hot 100)             | 33             |
| США (Billboard Hot Dance/Pop Songs) | 1              |

## Сертификации
| Регион                                                                      | Сертификация | Продажи |
| --------------------------------------------------------------------------- | ------------ | ------- |
| Австралия (ARIA)                                                            | Золотой      | 35 000  |
| Новая Зеландия (RMNZ)                                                       | Золотой      | 15 000  |
| Великобритания (BPI)                                                        | Серебряный   | 200 000 |
| Данные о продажах + прослушиваниях приведены только на основе сертификации. |              |         |